# Poul Anderson
Pour les articles homonymes, voir Anderson.
Œuvres principales
- La Patrouille du temps
- Tau Zéro

Poul Anderson, né le 25 novembre 1926 à Bristol en Pennsylvanie et mort le 31 juillet 2001  à Orinda en Californie, est un écrivain américain de science-fiction et de fantasy.

## Biographie

### Vie privée
Poul Anderson est né en Pennsylvanie de parents d'origine scandinave. Sa mère était danoise, et son père suédois. Sa jeunesse se passe dans le Middle West américain, ce qui explique, tout au long de sa carrière, de nombreuses références au monde paysan et rural.
Il suit des études de physique à l'université du Minnesota et, pour payer ses études, publie son premier texte Tomorrow's Children (Les enfants de demain) en mars 1947 dans le magazine Astounding. Il obtient son diplôme une année plus tard.
Dans les années suivantes, il s'installe à San Francisco où il continue à écrire des nouvelles soit seul, soit en collaboration (particulièrement avec Howard Waldrop, Gordon R. Dickson ou Karen Kruse (en) qu'il épousera et avec qui il aura une fille, Astrid, mariée avec l'écrivain Greg Bear).

### Carrière professionnelle
Ce n'est qu'en 1952 que parait son premier roman, Vault of the ages, qui est un livre pour enfants. Son premier roman de science-fiction, Brain wave (Barrière mentale), ne sera publié que deux ans plus tard.
Durant sa carrière, il écrit plus d'une centaine de romans et anthologies (incluant des romans policiers et historiques ou même des recueils de poèmes). Dans le domaine de la science-fiction, il utilise souvent ses connaissances en physique et en chimie pour développer des thèmes scientifiques. Il s'inspire également souvent d'éléments de la mythologie scandinave. Il écrit plusieurs séries, dont la plus connue en français est celle de La Patrouille du temps, principalement dans un style de Space opera.
Il a remporté sept prix Hugo et trois prix Nebula (toujours pour des nouvelles) parmi de nombreux prix dont le prix Damon-Knight Memorial Grand Master de la SFWA dont il est président de 1972 à 1973.
Son roman Tau Zéro (1970) est considéré comme une référence en matière de « hard science-fiction ».
Poul Anderson reste un auteur très peu traduit en français (seulement 23 romans sur environ 130). Ceci s'explique en partie par ses prises de positions politiques (il s'était prononcé en faveur de l'engagement américain pendant la guerre du Viêt Nam par exemple) qui l'ont exclu du monde de l'édition francophone pendant les années 1970.
En 1994, les Allemands Klaus Knoesel & Holger Neuhäuser réalisent le film The High Crusade avec Roland Emmerich en production, le scénario est inspiré de son livre Les Croisés du cosmos.
En 2001, il reçoit un prix Prometheus spécial pour l'ensemble de son œuvre.

### Un auteur influent
Poul Anderson a écrit un nombre très important de nouvelles dont certaines ont vu leur thème repris par d'autres artistes. L'un des exemples les plus frappants est son œuvre Call me Joe, dont s'est inspiré James Cameron pour son film 3D Avatar.

## Citation
- Dans le chaos, le collectif peut dépendre d'une particule[3].

## Œuvres

### Série deLa Patrouille du temps
1. La Patrouille du temps, Marabout, 1965 ((en) Guardians of Time, 1960)Réédité en 1982 aux éditions J'ai lu
2. (en) Time Patrolman, 1983
3. (en) Annals of the Time Patrol, 1984

par ordre de l'histoire
1. La Patrouille du temps, 1956 ((en) The Time Patrol, 1955)Publié dans le recueil La Patrouille du temps paru chez Le Bélial' en 2005
2. Le Grand Roi, 1960 ((en) Brave to Be a King, 1959)Publié dans le recueil La Patrouille du temps paru chez Le Bélial' en 2005
3. Les Chutes de Gibraltar, 1979 ((en) Gibraltar Falls, 1975)Publié dans le recueil La Patrouille du temps paru chez Le Bélial' en 2005
4. Échec aux Mongols, 1960 ((en) The Only Game in Town, 1960)Publié dans le recueil La Patrouille du temps paru chez Le Bélial' en 2005
5. L'Autre Univers, 1956 ((en) Delenda Est, 1955)Publié dans le recueil La Patrouille du temps paru chez Le Bélial' en 2005
6. D'ivoire, de singes et de paons, 2007 ((en) Ivory, and Apes, and Peacocks, 1983)Publié dans le recueil Le Patrouilleur du temps paru chez Le Bélial' en 2007
7. Le Chagrin d'Odin le Goth, 2007 ((en) The Sorrow of Odin the Goth, 1983)Publié dans le recueil Le Patrouilleur du temps paru chez Le Bélial' en 2007
8. Stella Maris, 2008 ((en) Star of the Sea, 1991)Publié dans le recueil La Rançon du temps paru chez Le Bélial' en 2008
9. L'Année de la rançon, 2008 ((en) The Year of the Ransom, 1988)Publié dans le recueil La Rançon du temps paru chez Le Bélial' en 2008
10. Le Bouclier du temps, Le Bélial', 2009 ((en) The Shield of Time, 1990)
11. La Mort et le Chevalier, 2007 ((en) Death and the Knight, 1985)Publié dans le recueil Le Patrouilleur du temps paru chez Le Bélial' en 2007

### SérieLa Hanse galactique
1. Le Prince-Marchand, Le Bélial', 2016, trad. Jean-Daniel Brèque  (ISBN 978-2843449024)
  - Marge bénéficiaire, 2016 ((en) Margin of Profit, 1956)
  - Un homme qui compte, 2016 ((en) The Man Who Counts, 1958)Préalablement publié aux éditions Temps futurs sous le titre Le Peuple du vent en 1983
2. Aux comptoirs du cosmos, Le Bélial', 2017, trad. Jean-Daniel Brèque  (ISBN 978-2843449215)
  - La Roue triangulaire, 2017 ((en) The Three-Cornered Wheel, 1963)
  - Un soleil invisible, 2017 ((en) A Sun Invisible, 1966)
  - Ésaü, 2017 ((en) Esau, 1970)
  - Cache-cache, 2017 ((en) Hiding Place, 1961)
  - L'Ethnicité sans peine, 2017 ((en) How to Be Ethnic in One Easy Lesson, 1973)
3. Les Coureurs d'étoiles, Le Bélial', 2018, trad. Jean-Daniel Brèque  (ISBN 978-2843449352)
  - Réflexion historique, 2018 ((en) A Historical Reflection, 2009)
  - Territoire, 2018 ((en) Territory, 1963)
  - Plus ça change, plus c’est la même chose, 2018 ((en) Plus Ca Change, Plus C'est La Meme Chose, 1976)
  - Les Tordeurs de troubles, 2018 ((en) Trader Team / The Trouble Twisters, 1965)
  - Le Jour du Grand Feu, 2018 ((en) Supernova / Day of Burning, 1967)
  - La Clé des maîtres, 2018 ((en) The Master Key, 1964)
4. Le Monde de Satan, Le Bélial', 2019, trad. Houssemaine-Florent & Jean-Daniel Brèque  (ISBN 978-2843449512)
  - Le Monde de Satan, 2019 ((en) Satan's World, 1969)Préalablement publié aux éditions Gallimard dans la collection Présence du futur en 1971
  - L'Étoile-Guide, 2019 ((en) Lodestar, 1973)
5. Le Crépuscule de la Hanse, Le Bélial', 2021 (Mirkheim, 1977), trad. Jean-Daniel Brèque  (ISBN 978-2843449673)

### SérieKing of Ys
Cette série est coécrite avec Karen Anderson (en).
1. Roma Mater, Calmann-Lévy, 2006 ((en) Roma Mater, 1986)
2. Les Neuf Sorcières, Calmann-Lévy, 2007 ((en) Gallicenae, 1987)
3. (en) Dahut, 1987
4. (en) The Dog and the Wolf, 1988

### SérieTomorrow's Children
1. (en) Tomorrow's Children, 1947Écrit avec Howard Waldrop.
2. (en) Chain of Logic, 1947

### SériePsychotechnic League
1. (en) Planet of No Return, 1954Également publié sous le nom Question and Answer
2. (en) Star Ways, 1956
3. (en) The Snows of Ganymede, 1958
4. (en) Virgin Planet, 1959
5. (en) The Psychotechnic League, 1981
6. (en) Cold Victory, 1982
7. (en) Starship, 1982

### SérieHoka
Cette série est coécrite avec Gordon R. Dickson.
1. (en) Earthman's Burden, 1957
2. (en) Star Prince Charlie, 1975
3. (en) Hoka!, 1983

### SérieHarvest of Stars
1. (en) Harvest of Stars, 1993
2. (en) The Stars Are Also Fire, 1994
3. (en) Harvest the Fire, 1995
4. (en) The Fleet of Stars, 1997

### SérieMaurai
1. (en) The Sky People, 1959
2. (en) Progress, 1961
3. (en) There Will Be Time, 1972
4. (en) Windmill, 1973
5. (en) Maurai & Kith, 1982
6. (en) Orion Shall Rise, 1983

### Romans indépendants
- (en) Vault of the Ages, 1952
- Barrière mentale ((en) Brain Wave, 1954)
- L'Épée brisée, Le Bélial', 2014 ((en) The Broken Sword, 1954)
- (en) No World of Their Own, 1955
- La Route étoilée ((en) Star Ways, 1956)Également publié sous le titre The Peregrine
- (en) Perish by the Sword, 1959Roman policier
- La Troisième Race ((en) War of Two Worlds, 1959)
- (en) The Enemy Stars, 1959Également publié sous le nom We have fed our sea—
- (en) The Golden Slave, 1960Roman historique
- Les Croisés du cosmos ((en) The High Crusade, 1960)  (ISBN 2-07-031389-1)
- (en) Murder in Black Letter, 1960
- Trois cœurs, trois lions ((en) Three Hearts and Three Lions, 1961)
- (en) Twilight World, 1961
- Après l'apocalypse ((en) After Doomsday, 1962)Publié dans Galaxy Science Fiction
- (en) The Makeshift Rocket, 1962
- (en) Murder Bound, 1962Roman policier
- (en) Shield, 1963
- Trois mondes à conquérir, 1966 ((en) Three Worlds to Conquer, 1964)Publié dans Galaxie Bis n° 2 en septembre 1966
- (en) The Corridors of Time, 1965
- Agent de l'empire terrien ((en) Agent of the Terran Empire, 1965)Également publié sous le titre We Claim These Stars
- La Caverne du ciel ((en) Flandry of Terra, 1965)
- (en) The Fox, the Dog and the Griffin, 1966Adapté d'un conte danois
- (en) World Without Stars, 1966
- Le Monde de Satan ((en) Satan's World, 1969)
- Tau Zéro, Le Bélial', 2012 ((en) Tau Zero, 1970)Réédité en 2015 aux éditions Pocket
- Le Hors-le-monde ((en) The Byworlder, 1971)
- Fatum ((en) The Dancer from Atlantis, 1971)
- Opération chaos ((en) Operation Chaos, 1971)
- La Saga de Hrolf Kraki ((en) Hrolf Kraki's Saga, 1973)  (ISBN 2-07-030648-8)La vie légendaire d'un roi danois du Haut Moyen Âge.
- La Reine de l'air et des ténèbres ((en) The Queen of Air and Darkness and Other Stories, 1973)Recueil de nouvelles
- (en) Fire Time, 1974
- (en) Inheritors of Earth, 1974Écrit avec Gordon Eklund.
- Tempête d'une nuit d'été ((en) A Midsummer Tempest, 1974)
- (en) The Winter of the World, 1975
- Retour impossible ((en) The long way home, 1975)
- (en) The Avatar, 1978
- (en) The Demon of Scattery, 1979Écrit avec Mildred D. Broxon.
- Le Dernier Chant des sirènes ((en) The Merman's Children, 1979)
- Conan le rebelle ((en) Conan the Rebel, 1980)
- (en) The Devil's Game, 1980
- (en) The Boat of a Million Years, 1989Le destin d'une poignée d'humains immortels à travers les âges.
- Le Jeu de Saturne ((en) The Saturn Game, 1989)Prix Nebula du meilleur roman court 1981
- (en) The Longest Voyage, 1991
- (en) War of the Gods, 1997
- (en) Starfarers, 1998
- (en) Genesis, 2000
- (en) Mother of Kings, 2001
- (en) For Love and Glory, 2003
- Corsaire de l'espace, Le Bélial', 2023Roman fix-up constitué à partir des nouvelles Corsaire de l'espace (Marque and Reprisal), Arsenal (Arsenal Port) et Amirauté (Admiralty), toutes publiées dans The Magazine of Fantasy & Science Fiction en 1965 puis traduites en français et publiées dans Fiction en 1965 et 1966

### Nouvelles non liées àLa Patrouille du temps
- La Main tendue, 1977 ((en) The Helping Hand, 1950)
- Le Seigneur des dix mille soleils, 1975 ((en) Lord of a Thousand Suns, 1951)
- Sam Hall, 1975 ((en) Sam Hall, 1953), trad. Denise Hersant
- Les Parias, 1955 ((en) Ghetto, 1954)
- L'Homme qui était arrivé trop tôt, 1957 ((en) The Man Who Came Early, 1956), trad. Bruno Martin
- Le Bout de la route, 1958 ((en) Journeys End, 1957), trad. Bruno MartinÉgalement titrée La Fin du voyage.
- Un travail de romain !, 1958 ((en) Survival Technique, 1957), trad. Roger DurandÉgalement titrée Technique de survie
- Les Fauteurs de paix, 1959 ((en) The peacemongers, 1957), trad. Roger Durand
- Souvenir lointain, 1958 ((en) The Long Remembering, 1957), trad. Francis Carsac
- Les Arriérés, 1958 ((en) Backwardness, 1958), trad. P. J. Izabelle
- Superstition, 1983 ((en) Superstition, 1958), trad. Bruno Martin
- Le Peuple du ciel, 1961 ((en) The Sky People, 1959), trad. P. J. Izabelle
- Tranche de nuit, 1962 ((en) Night piece, 1961), trad. P. J. Izabelle[4]
- Pas de trêve avec les rois !, 1964 ((en) No Truce with Kings, 1963), trad. Pierre BillonPrix Hugo de la meilleure nouvelle courte 1964
- Eutopia, 1975 ((en) Eutopia, 1967), trad. France-Marie Watkins
- Coureur de dot, 1983 ((en) Fortune Hunter, 1972), trad. Paul Hébert
- Le Chant du barde, 1973 ((en) Goat Song, 1972), trad. Michel Deutsch
- Le Pugiliste, 1975 ((en) The Pugilist, 1973), trad. René Lathière

### Anthologies
- (en) 4 Nebula Award Stories 4, 1969
- (en) The Day the Sun Stood Still, 1972Écrit avec Gordon R. Dickson et Robert Silverberg.
- (en) A World Named Cleopatra, 1977
- Les Abîmes angoissants de Poul Anderson, Casterman, 1982
- Le Barde du futur, Presses Pocket, coll. « Le Grand Temple de la S-F », 1988